# Eddy Wata
Eddy Wata (ur. 3 marca 1976) – nigeryjski piosenkarz, grający muzykę dance i eurodance. 
Jego ojciec jest pochodzenia jamajskiego, a matka pochodzi z Kalabrii w południowych Włoszech. W młodości mieszkał w Nigerii i grał na keyboardzie. W wieku 18 lat przeniósł się na Jamajkę, gdzie zafascynował się muzyką reggae. Po kilku latach wrócił do ojczyzny, gdzie założył zespół muzyczny. Pojawił się w piosence „A Silvia” dance'owego muzyka włoskiego Gabry Pontego. 
Obecnie wydaje solowe single. Największą popularność przyniosła mu piosenka „I Love My People”.

## Single
- „Jam” (2003)
- „In Your Mind” (2004)
- „La Bomba” (2005)
- „What a Boy” (2006)
- „I Love My People” (2008)
- „The Light” (2009)
- „My Dream” (2009)
- „I Like The Way” (2009)
- „I Wanna Dance” (2010)
- „Sister Golden Hair” (2011)
- „Señorita” (2011)
- „Superstar” (2012)
- „I Feel So Good” (2013)
- „My Season” (2013)
- „I Wa le Wa” (2014)
- „Shake Your Bom Bom” (2015)